# Adrian Wells
Adrian Wells (* 2. Februar 1962) ist ein britischer Klinischer Psychologe. Er studierte an der University of Leeds, Aston University und University of Pennsylvania. Heute ist er Professor der Klinischen und Entwicklungspsychopathologischen Psychologie an der Fakultät für Medizinische und Humanwissenschaften der University of Manchester und doziert auch an der Technisch-Naturwissenschaftlichen Universität Norwegens. Wells gilt als Entwickler der Metakognitiven Therapie.

## Forschung
Wells hat maßgeblich zum Verständnis der Mechanismen bei psychischen Erkrankungen und zu deren Behandlung sowie zu Maßnahmen zur Erhaltung der psychischen Gesundheit beigetragen. Hauptsächlich forscht Wells im Bereich der Sozialen Angststörungen, Generalisierte Angststörung, traumatische Reaktionen (wie zum Beispiel der Posttraumatischen Belastungsstörung), Zwangsstörungen und Depressionen. Dabei fokussiert Wells besonders auf der Entwicklung von Modellen und Behandlungen der genannten Störungen im Rahmen der Kognitiven Verhaltenstherapie und der selbst entwickelten Metakognitiven Therapie. Er ist Autor von über 200 Veröffentlichungen.